# Topalhəsənli (Kürdəmir)
Topalhəsənli è un comune dell'Azerbaigian situato nel distretto di Kürdəmir.